# Titans (série télévisée)
Pour les articles homonymes, voir Titan.
Titans est une série télévisée américaine en treize épisodes de 42 minutes, créé par Charles Pratt Jr., produit par Aaron Spelling, réalisé par Charles Correll et dont seulement onze épisodes ont été diffusés entre le 4 octobre et le 18 décembre 2000 sur le réseau NBC.
En France, la série a été diffusée entre le 4 janvier et le 15 mars 2003 sur TF1.

## Synopsis
Ce feuilleton a pour cadre la Californie et met en scène la richissime famille Williams.
La famille Williams est propriétaire d'une grande société dont la principale activité est l'aéronautique dirigée par le patriarche Richard.
Tandis que son frère Jack gère les filiales européennes, son ex-femme Gwen s'occupe d'une chaîne d'hôtels et ses filles Jenny et Laurie possèdent plusieurs discothèques. Richard est secondé par son fils cadet Peter.
L'histoire commence lorsque son fils aîné Chandler quitte l'armée de l'air américaine pour revenir participer à la direction de la société Williams.

## Fiche technique
- Créateur : Charles Pratt Jr.

- Producteurs exécutifs : Charles Pratt Jr. ; Aaron Spelling ; E. Duke Vincent   (13  épisodes 2000)

- Producteur :    Lindsley Parsons III (13  épisodes 2000)

- Coproducteurs exécutifs : Jonathan Levin (13 épisodes 2000), James L. Conway  (13 épisodes 2000)

- Producteur associés : Christopher J. Connolly   (14 épisodes 2000)

- Thème musical : Eddie Arkin (13 épisodes 2000)

- Scénaristes principaux : Tyler Bensinger (2 episodes, 2000)  Barry O'Brien (2 episodes, 2000-2001 ; Charles Pratt Jr. (4 episodes, 2000); Doug Steinberg (2 episodes, 2000) ; Antoinette Stella (2 episodes, 2000-2001 ; Laurie Zerwer (1 episode, 2000)

- Réalisateur d'épisodes : Charles Correll (5 episodes, 2000) ; Chip Chalmers (1 episode, 2000) ; Mel Damski (1 episode, 2000) ; Joel J. Feigenbaum (1 episode, 2000) ; Joanna Kerns (1 episode, 2000), Michael Lange (1 episode, 2000) ; Michael Zinberg (1 episode, 2000) ; Robert J. Metoyer (1 episode, 2001) ; Anson Williams (1 episode, 2001

## Distribution
| Mention                  | Acteur               | Personnage                | VF                | Saisons   | Nombres d'épisodes |
|                          | Casper Van Dien      | Chandler Williams         | Damien Boisseau   | saisons 1 | 13 épisodes        |
|                          | John Barrowman       | Peter Williams            | Arnaud Arbessier  | saisons 1 | 13 épisodes        |
|                          | Lourdes Benedicto    | Samantha Sanchez          | Laëtitia Lefebvre | saisons 1 | 13 épisodes        |
|                          | Elizabeth Bogush     | Jennifer "Jenny" Williams | Marianne Leroux   | saisons 1 | 13 épisodes        |
|                          | Josie Davis          | Lauren "Laurie" Williams  | Vanina Pradier    | saisons 1 | 13 épisodes        |
|                          | Jason Winston George | Scott Littleton           | Denis Laustriat   | saisons 1 | 13 épisodes        |
|                          | Ingo Rademacher      | David O'Connor            | Mark Lesser       | Saisons 1 | 13 épisodes        |
| (épisodes 6 à 13)        | Kevin Zegers         | Ethan Benchley            | Paolo Domingo     | saison 1  | 10 épisodes        |
| Avec (épisodes 1 à 5)    | Perry King           | Richard Williams          | Patrick Poivey    | Saisons 1 | 5 épisodes         |
| Avec (épisodes 6 à 13)   | Jack Wagner          | Jack Williams             | Patrick Laplace   | saison 1  | 8 épisodes         |
| Et                       | Victoria Principal   | Gwendolyn "Gwen" Williams | Michèle André     | saison 1  | 13 épisodes        |
| Avec la participation de | Yasmine Bleeth       | Heather Lane              | Anne Rondeleux    | saisons 1 | 13 épisodes        |

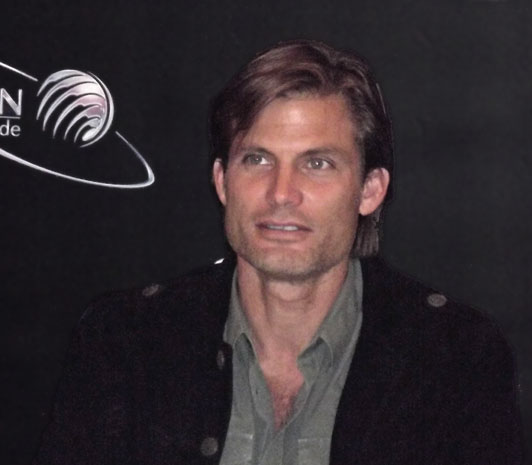
Casper Van Dien
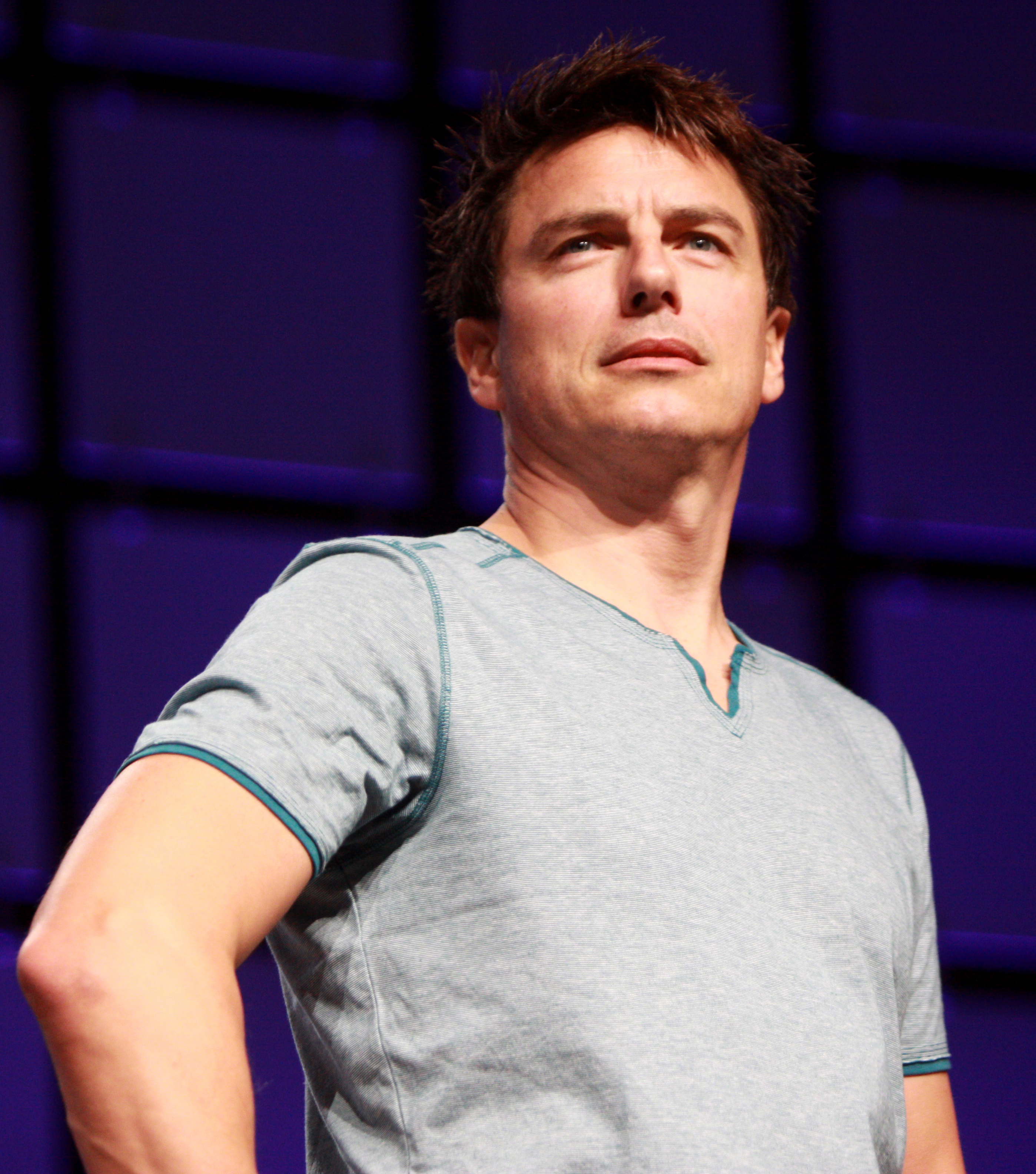
John Barrowman
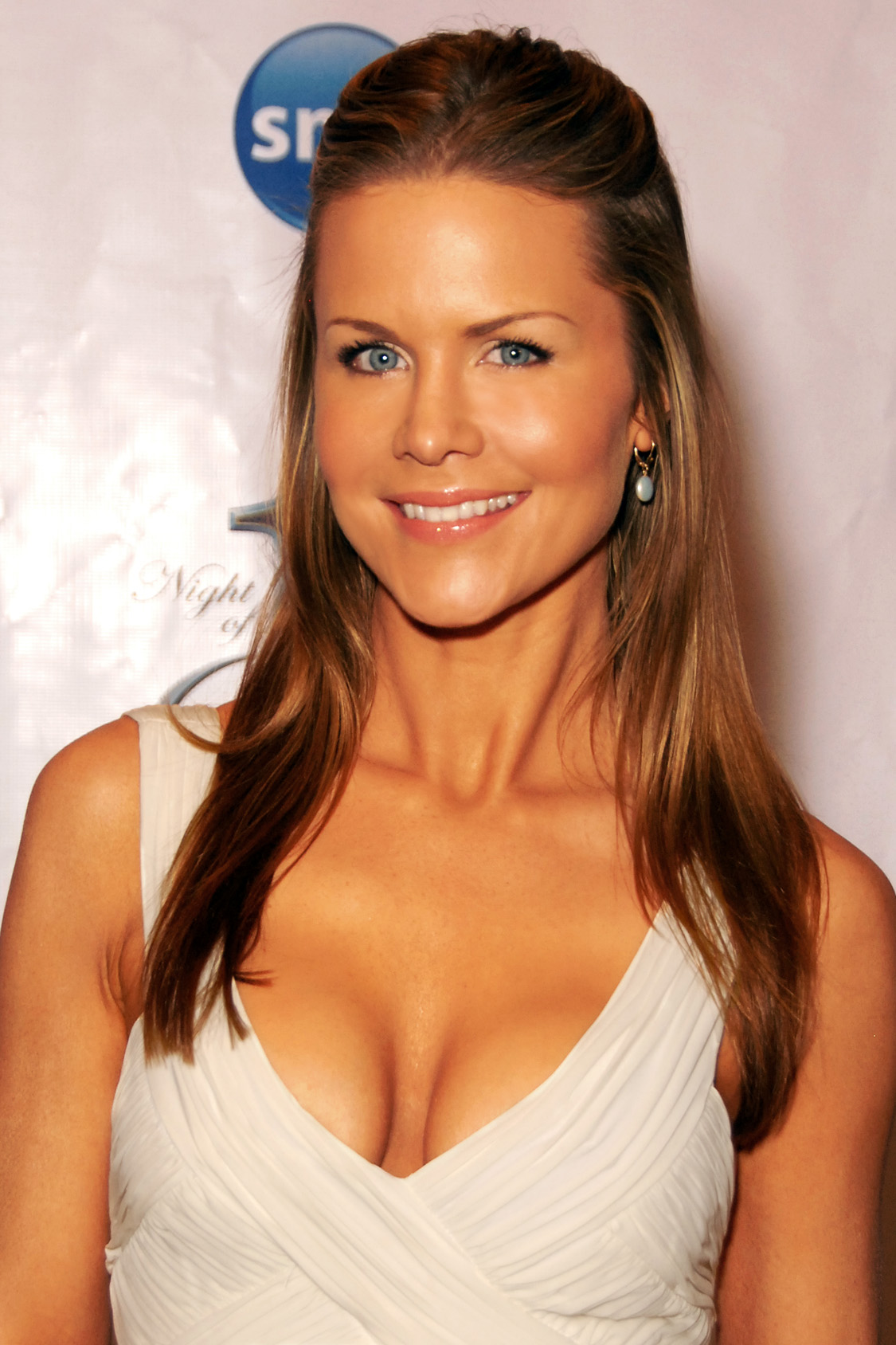
Josie Davis
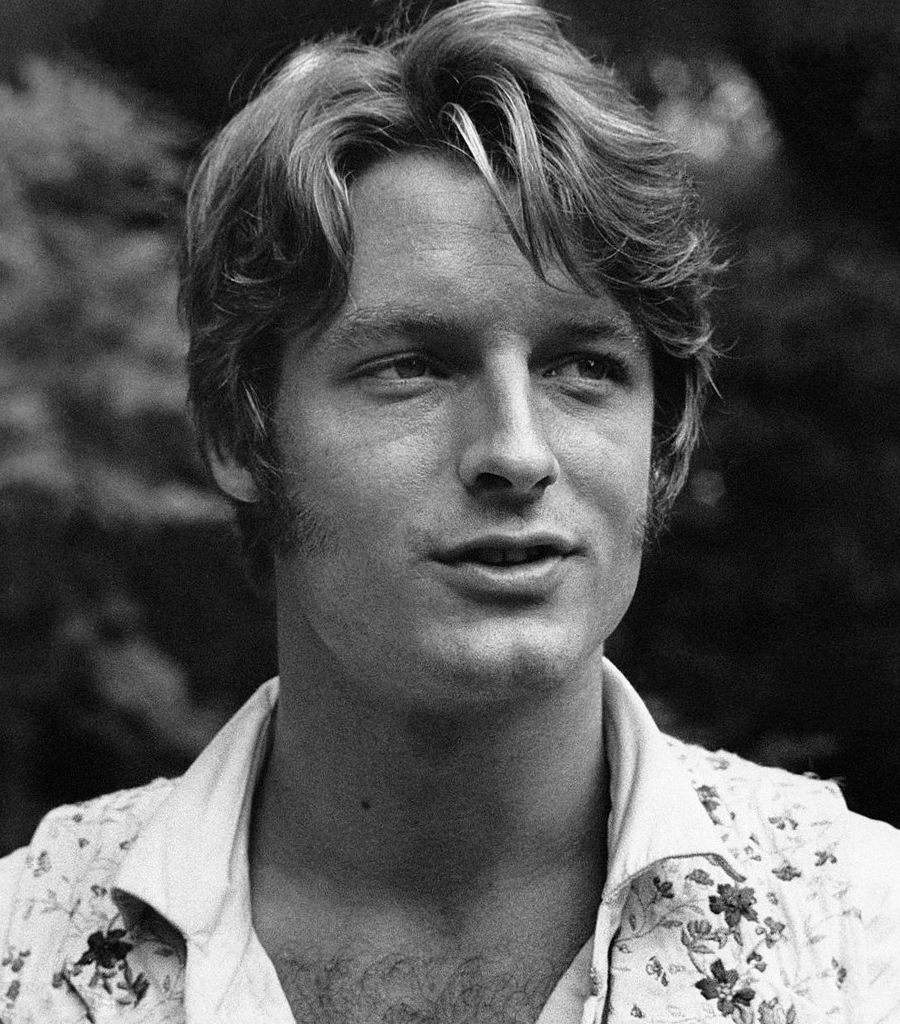
Perry King
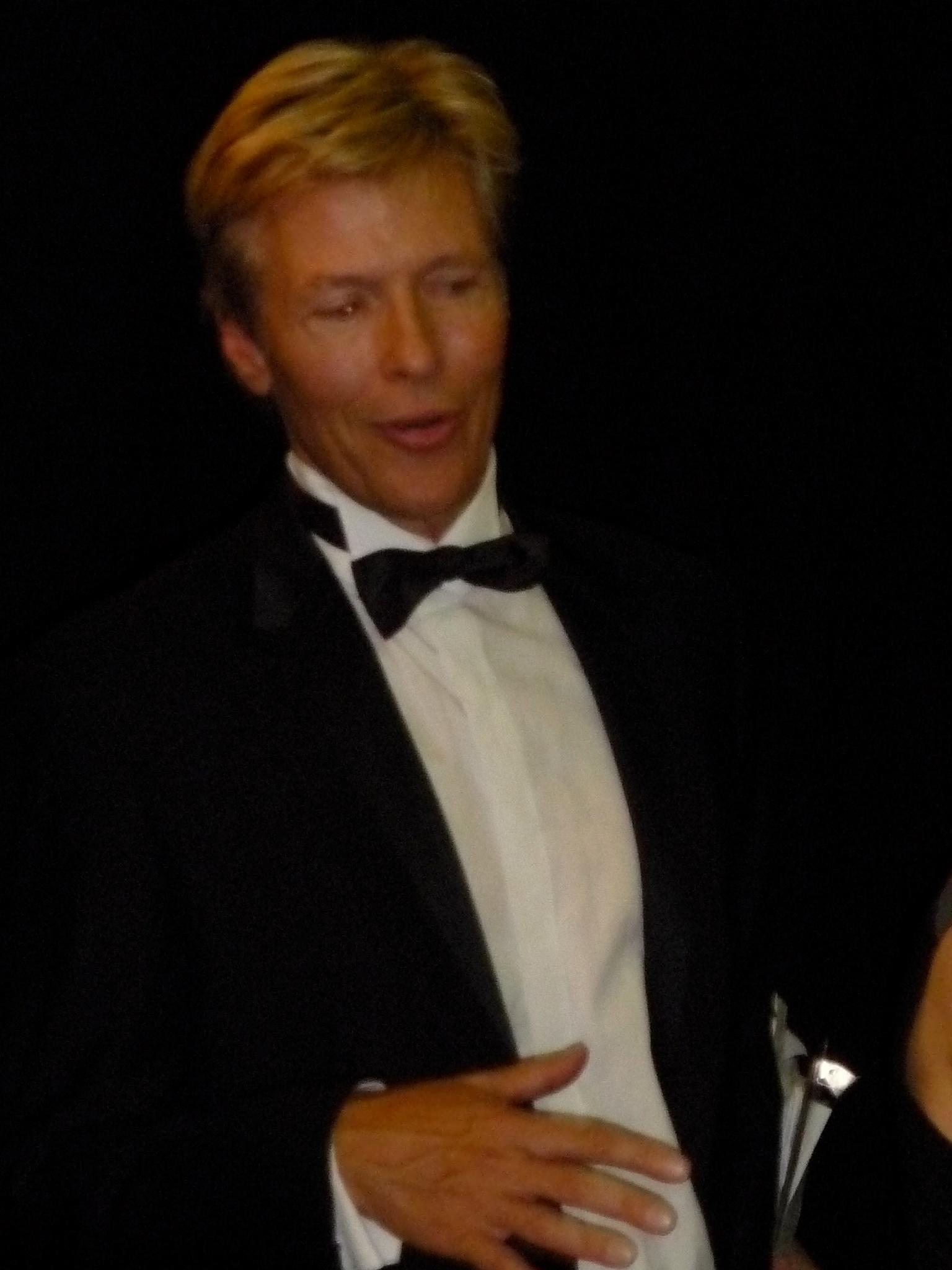
Jack Wagner
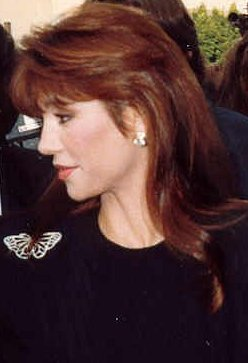
Victoria Principal
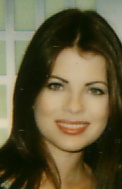
Yasmine Bleeth

## Acteurs secondaires
- Clement von Frankenstein   : Edward (épisodes1, 3-6, 8, 10, 11-13)
- Michelle Holgate   : Eve (épisodes : 3-4 ; 8-13)
- Katie Stuart : Faith (épisodes : 7-13)
- Brittney Powell : Maureen Keller (épisodes :9-10 ; 12-13)
- Robert Phelps   :Ministre  (épisodes : 1-2 ; 6)
- Mark L. Taylor  : Tom (épisodes :6 ; 11-12)
- Michael Horton : Ted (épisodes :4;8 )
- Paul Tigue : Franck (épisodes :1; 10)
- Timothy Starks : Simon (épisodes :4; 8)

## Épisodes
1. Mariage chez les Williams (Pilot)
2. Tous contre une (Dysfunction Junction)
3. Un dîner entre ennemis (Guess Who’s Chumming for Dinner?)
4. Le temps se gâte (Stormy Heather)
5. L'espoir change de camp (Frisky Business)
6. La Chasse au coupable (Bad Will Hunting)
7. Les masques tombent (Torn Between Two Mothers)
8. Un financement difficile (Desperately Seeking Heather)
9. Secrets d'alcôves (Secrets and Thighs)
10. Prise de pouvoir (Angels With Dirty Minds)
11. Veuve noire (Payback's a Bitch)
12. Manœuvres frauduleuses (She Stoops to Conquer)
13. Retour de flammes (Someone Wicked This Way Comes)

L'épisode 9 a été incorporé aux épisodes 8 et 10 lors de la diffusion sur TF1 en 2003 et 2004, si bien que la série fut réduite à 12 épisodes. La diffusion sur Série Club était en revanche intégrale.

### Saison 1
- Richard et Gwen ont divorcé depuis plusieurs années mais ils sont restés en bons termes. Gwen habite avec leurs filles jumelles Jenny et Laurie en face de chez Richard et Peter à Beverly Hills. La famille au complet forme le conseil d'administration de la Global Williams Enterprises.

- Quand Chandler revient vivre chez son père, il retrouve son amie d'enfance Samantha. Fille de l'ancienne gouvernante des Williams, elle est devenue l'assistante personnelle de Richard. Peter, très ambitieux, compte bien devenir le prochain président de la société Williams lorsque son père se retirera. Il espère également conquérir le cœur de Samantha, mais cette dernière a toujours été amoureuse de Chandler.

- Deux mois avant de revenir en Californie, Chandler était tombé amoureux d'Heather, une jeune femme rencontrée à Hawaii. Mais après une brève relation Heather était repartie, laissant Chandler déconfit. Or, à son retour, une surprise de taille attend Chandler : son père lui annonce son mariage avec sa fiancée qui n'est autre qu'Heather !

- Peter et Gwen voient rapidement une ennemie en Heather, prête à faire main basse sur la fortune de Richard. Heather est véritablement diabolique, elle n'hésite pas à faire du charme à Peter et à Chandler et à manipuler Richard. Une relation ambiguë s'installe entre Chandler et Heather, il a du mal à ne pas succomber à sa sensualité, et le pire est atteint lorsqu'elle lui annonce qu'elle est enceinte de lui depuis leur liaison à Hawaii.

- Samantha et Heather sont toutes les deux attirées par Chandler. Heather n'hésite pas à rabaisser Samantha, tandis que cette dernière voit Heather comme une arriviste et une manipulatrice. Elles en arrivent à se détester, bien qu'elles soient obligées de travailler ensemble un certain temps à la direction du département mode de la Williams Global Enterprises.

- Quant aux jumelles Laurie et Jenny, jusque-là toujours complices, elles tombent toutes les deux amoureuses de David O'Connor, un Australien engagé pour diriger un de leurs clubs. Ce dernier n'hésite pas à jouer avec les deux filles. Jenny, déjà fragile après qu'elle a découvert que son petit ami était marié, sombre dans la dépression et l'alcool.

Dès lors les passions amoureuses s'enchaînent aux luttes de pouvoir au sein de la famille Williams

## Réception
John Kiesewetter  de The Cincinnati Enquirer  écrit : « il s’agit d’un prime time sérial amoral, volage, obscène et stupide néanmoins alors que je souhaite détester cette série je ne peux m’empêcher de la regarder, et peut-être bien que Spelling et Duke Vincent ont réinventé un Dynasty plus jeune sexy et sulfureux le Dynasty du nouveau millénaire. »
David Zurawik du Baltimore Sun déclare « A part Victoria Principal qui reste la grâce salvatrice du show, le jeu des acteurs est terriblement médiocre. »
Phil Gallo de Variety déclare « Le prime time serial vaut la peine d’être regardé car Yasmine Bleeth reste une valeur sure de la télévision américaine en prime time. » il ajoute « Yasmine Bleeth et le diamant du show de par son charme, son jeu d'actrice, sa notoriété elle met en avant son côté sexy qu'elle a su développer dans Alerte à Malibu mais aussi son jeu d'actrice consolidé et cultivé à travers ses interprétations télévisuelle voire cinématographique »,.
Kristen Baldwin d'Entertainment Weekly écrit « l’annulation de la série fut une erreur le réseau NBC aurait du savoir que les prime Time Serial mettent du temps à s’installer et a trouvé un public solide une saison complète de 25 épisodes aurait dû être commandée. »

## Commentaires
Titans se trouve dans la lignée de Dynastie, Dallas ou Melrose Place. Plusieurs acteurs de Titans ont d'ailleurs déjà joué dans Melrose Place, et Victoria Principal a participé à Dallas.
Titans révéla un ensemble d'intrigues très intéressantes, toutes enchevêtrées les unes aux autres, les personnages devant souvent faire face à des conflits d'intérêts. Malgré une fin de première saison haletante et une suite attendue, le feuilleton n'eut pas de deuxième saison.
Diffusé sur NBC le mercredi 4 Octobre 2000, il avait pour émission concurrente la version américaine de Who Wants to Be a Millionaire? sur ABC, la série attire 11.6 millions de téléspectateurs pour son premier épisode avec un taux acceptable sur la cible privilégiée des annonceurs. Néanmoins dès le second épisode l’audience baisse cette baisse se poursuit pour l’épisode trois avant que l’audience ne se stabilise autour de 8 millions de téléspectateurs pour les épisodes quatre à huit. Aussi dès l’épisode 9 le réseau décide de prendre la décision de déplacer la série dans la case du lundi soir ce qui provoqua une baisse d’audience autour de 6.6 millions pour les épisodes suivants, le réseau constatant la baisse d'audience et les graves problèmes personnels de la vedette du show (Yasmine Bleeth), l’annulation fut décidé,.
Le personnage sulfureux et diabolique d'Heather est presque poussé à son extrême. Dans le feuilleton, elle est de tous les mensonges et chantages, s'attirant l'inimitié de Peter, Gwen ou Samantha. Certaines séquences sont réellement jubilatoires pour les téléspectateurs amateurs des conflits habituels des sagas familiales.